# Arrheniuslaboratoriet

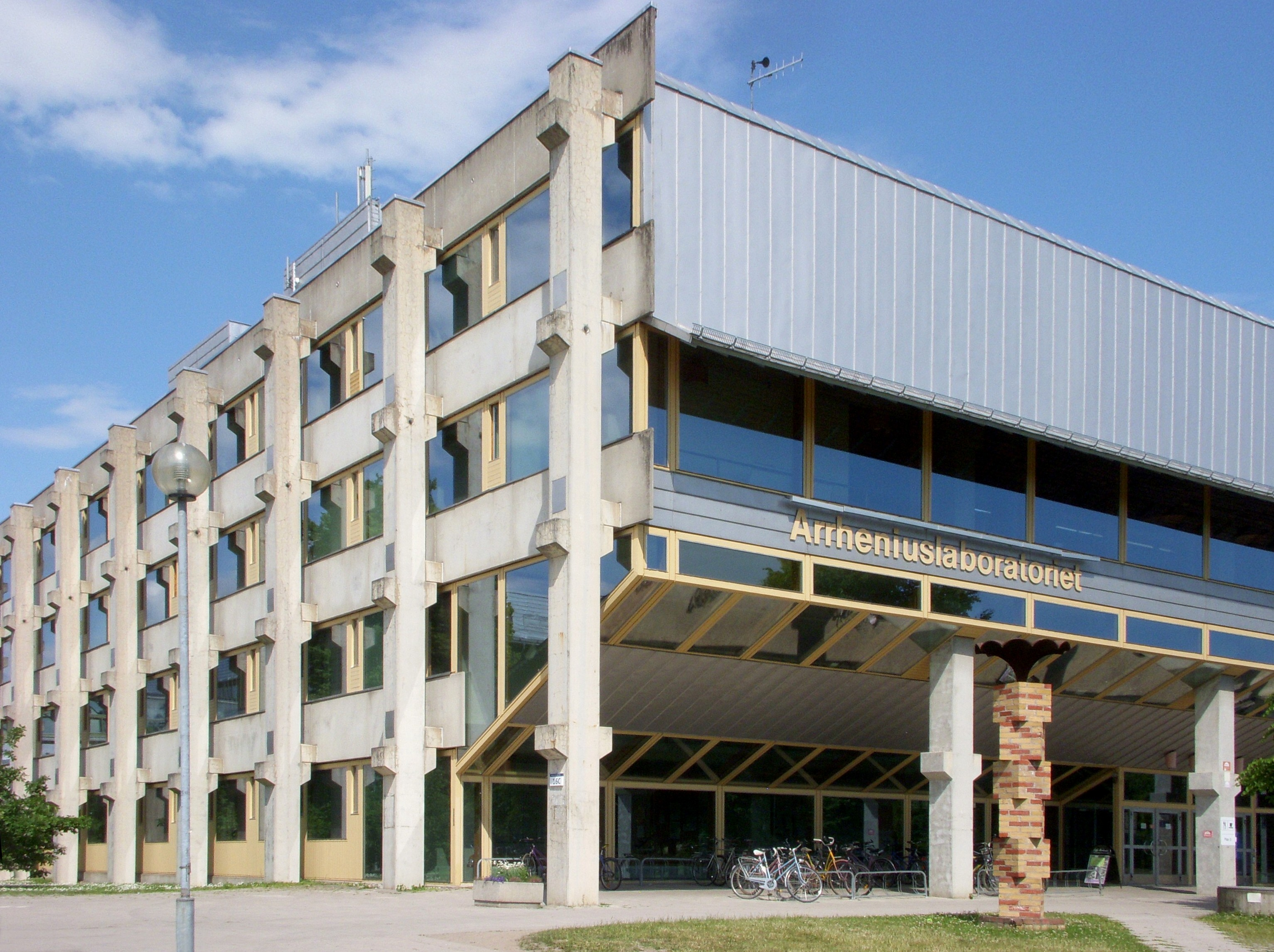
Arrheniuslaboratoriet, huvudentré, 2010.

Arrheniuslaboratoriet finns vid Stockholms universitet i Frescati. Laboratoriebyggnaden ritades av Carl Nyrén och blev färdig 1973. Den är namngiven till minne av den svenske kemisten och nobelpristagaren Svante Arrhenius.

## Historik

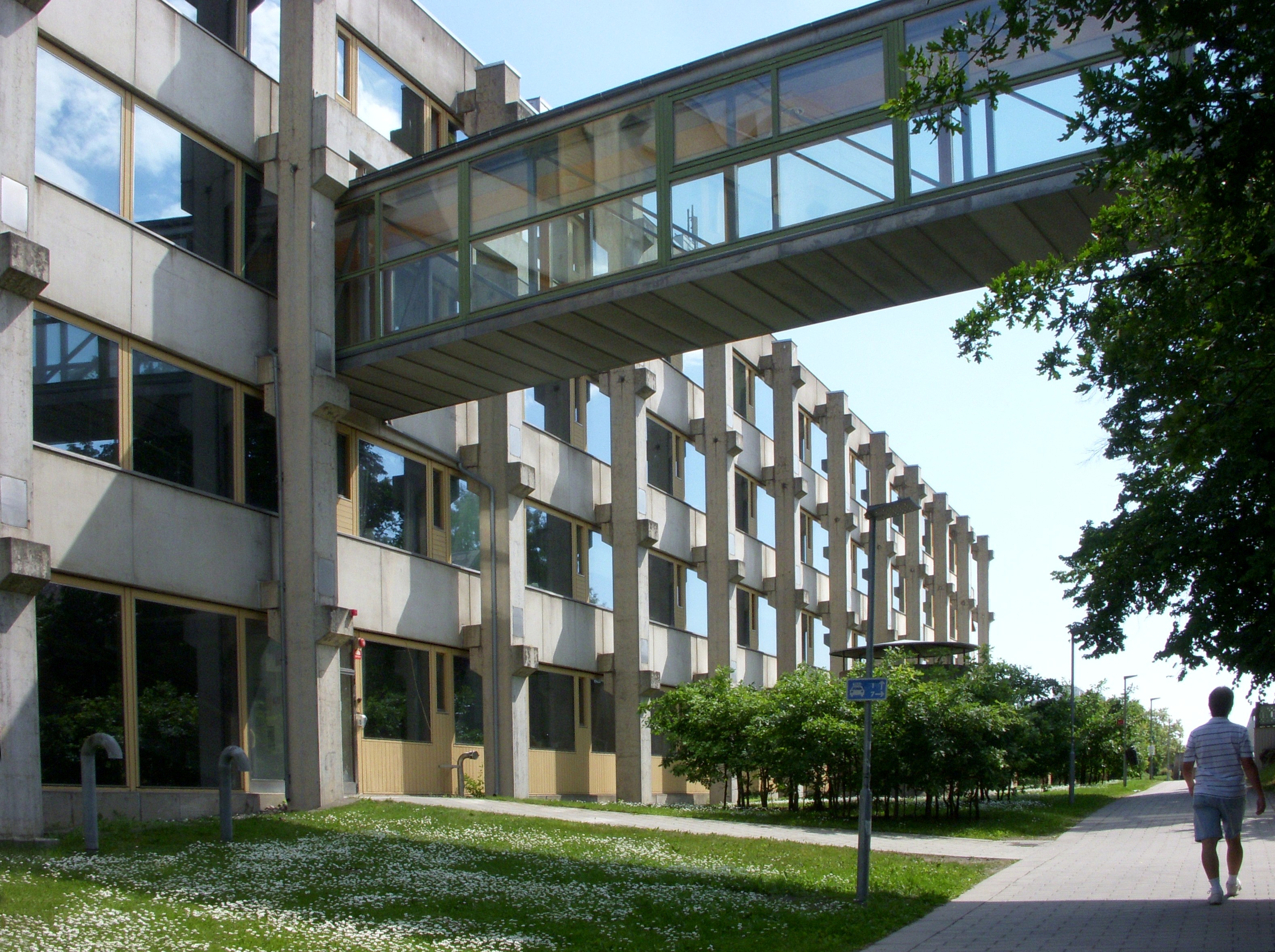
Arrheniuslaboratoriet i juli 2010.

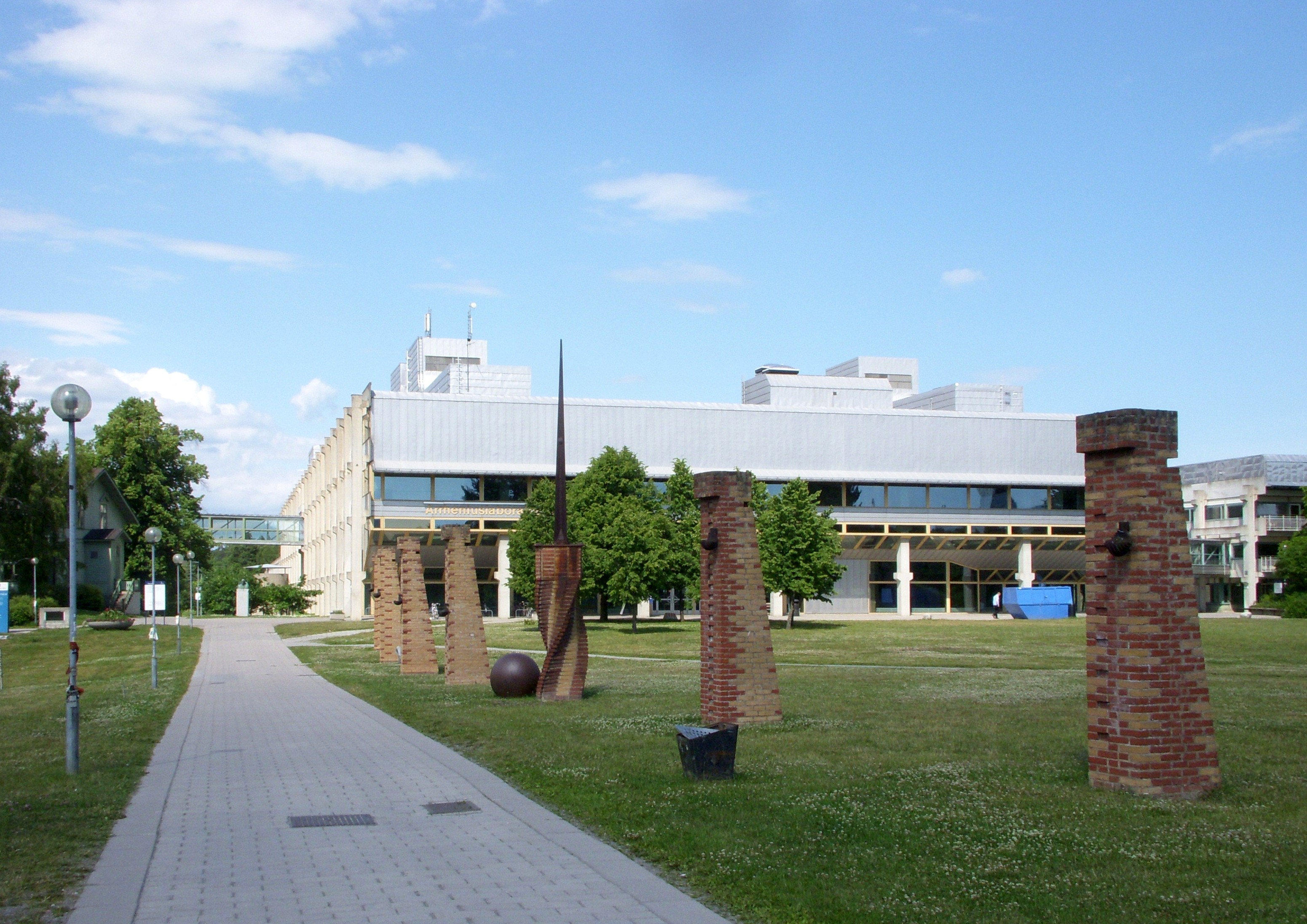
Arrheniuslaboratoriet i juli 2010.

År 1958 beslutades att flytta Stockholms universitets verksamhet, tidigare Stockholms högskola, till Frescati. Bland de första nya byggnaderna fanns Södra huset ritat av David Helldén. För nästa stora projekt anlitades Carl Nyrén och Ragnar Uppman att planlägga den norra delen som skulle bli ett institutionsområde för naturvetenskap. Då Nyrén och Uppman fick nej av byggnadsstyrelsen till att ändra i David Helldéns ursprungliga totalplan, hoppade Uppman av. Nyrén gestaltade byggnaden i strukturalismens anda, där en serie standardiserade, prefabricerade betongelement som pelare, balkar, bjälklagsplattor, trappor och fasadelement visualisera en flexibilitet, föränderlighet och obegränsad utbyggbarhet.
Tanken var från början att man skulle placera ut fristående pelare i ett rutnätsmönster över hela området där måtten för varje ruta var 6x9 meter. Pelarna placerades i viss utsträckning utanför fasaden vilket gav friare golvytor och lösgjorde fasadens planmått från stommens. Idén var att man vid behov skulle kunna haka på balkar och andra element och på så sätt snabbt få upp den önskade strukturen. På grund av kostnadsskäl tillät inte byggnadsstyrelsen armering i de yttre konsolerna och rent praktiskt betyder det att man idag inte kan bygga ut med samma flexibilitet. Pelarna med dess konsoler ger dock byggnaden en tydlighet och en stark karaktär. 
Pelarnas synliga konsoler på utsidan ger idag ledtrådar om en möjlig utbyggnad samtidigt som huset får en tydlighet och en stark karaktär. Några år senare efter byggnadens färdigställande kom ytterligare byggnader att byggas upp enligt samma system och plan vid sidan av. Också själva Arrheniuslaboratoriet byggdes ut bakåt med Kemiska övningslaboratoriet, (KÖL). Idag räknas Arrheniuslaboratoriet som ett av de mest konsekventa och arkitektoniskt lyckade exemplen inom strukturalismen.[källa behövs]
Lyckade byggprojekt är nästan alltid frukten av gott samarbete och bra beställare. Så även här. Dåvarande vd:n Gösta Virding för läkemedelsföretaget Pharmacia hade imponerats av Arrheniuslaboratoriets ritningar med prefabsystem och ville ha något liknande för sin planerade anläggning i Fyrislund, Uppsala. I beställarens önskan ingick en bygglåda som gör det möjligt att med kort varsel beställa nya byggnader. Gösta Virding sökte upp Carl Nyrén 1967 vilket var början på ett mångårigt samarbete: Pharmacia växte, precis som förutsett, ur lokalerna. De fortsatta uppdragen höll Nyréns sysselsatta in på 1980-talet och fungerade som en plantskola för kontorets unga arkitekter. 
Pharmacias huvudkontor och laboratorier i Fyrislund gav 1971 Nyréns Arkitekter Kasper Salin-pris.
Byggnaden har en viktig roll i Tomas Löfdahls komedi En flicka på halsen (1982).
Byggnaden inspirerade även regissören Mikael Håfström, som lät den utgöra Angila Medicals anläggning i filmen Hassel – Botgörarna 1991.